# شهرستان نوادا (کالیفرنیا)
شهرستان نوادا (به انگلیسی: Nevada County) نام یک شهرستان در ایالت کالیفرنیا در آمریکا است. 
بخشداری آن نوادا سیتی می‌باشد.